# Dinastía mihránida

Estandarte de la Dinastía Mihranida

Los mihránidas fueron una familia irania que gobernó varias regiones del Cáucaso del 330 al 821. Afirmaban ser de ascendencia persa-sasánida, aunque realmente, su origen se remonta al pueblo parto. La dinastía fue paulatinamente dividiéndose en otras familias, o simplemente ramificándose en varias familias secundarias que gobernaban algún territorio.

## Historia
La dinastía fue fundada cuando el pueblo de Mihran, una etnia lejanamente emparentada con los sasánidas, dirigida por el propio Mihran, se estableció en la región de Gardman en Utik. Probablemente sus fundadores eran miembros de una rama de la Casa de Mihran, incluida en las Siete Grandes Casas de Irán, cuyas otras dos casas gobernaban Iberia (Dinastía cosroida) y Gugark. La dinastía mihránida llegó al poder cuando el bisnieto de Mihran mató a la gran mayoría de los miembros de la dinastía gobernante anterior, la dinastía de los Eṙanšahik, una antigua estirpe armenia. De ellos solo sobrevivió Zarmihr Eṙanšahik.
Los representantes más prominentes de la familia en el siglo VII fueron Varaz Grigor, su hijo Javanshir y Varaz-Tiridates I. Los mihránidas asumieron el título persa de "Arranshah" (es decir, shahs de Arran, nombre persa para la Albania caucásica. Javanshir heredó el trono de Varaz Grigor, dominando así Albania, y sometiendo también a los árabes. Después del asesinato del príncipe Javanshir, lo sucedió Varaz-Tiridates I, que se declaró, al contrario que su tío, un vasallo del Califato árabe; permaneciendo prisionero en Constantinopla del 694 al 699, durante el reinado del califa Abd al-Málik. Después de su muerte en el año 706, los árabes abolieron principado de Albania y su territorio pasó a formar parte de la provincia de Armenia del Califato. Los mihránidas pasaron a poseer el título de príncipes de Gardman. La hegemonía de la familia llegó a su fin después del asesinato de Varaz-Tiridates II a manos de Nerseh Pilippeano cerca del 822.
Posteriormente Sahl Smbatean, un descendiente de la familia Arranshahik (Eṙanšahik), asumió el título de Arranshah y gobernó parte significativa de la Albania caucásica.

## Lista de miembros

### Mihránidas de Gogarene
- Peroz (330-361)
- Desconocido (361-394)
- Bakur I (394-400)
- Arshusha I (400-430)
- Bakur II (430-455)
- Arshusha II (455-470)
- Varsken (470-482)
- Arshusha III (482-540)
- Arshusha IV (540-608)
- Vahram-Arshusha V (608-627)
- Arshusha VI (???-748)

### Mihránidas de Gardman
- Peroz (330-361)
- Khurs (361-430)
- Barzabod (430-440)
- Varaz-Bakur (440-450)
- Mihr (450-480)
- Armayel (480-510)
- Vard I (510-540)
- Vardan I (540-570)
- Vard II (570-600)

### Mihránidas de la Albania Caucásica
- Varaz Grigor (628-636)
- Javanshir (636-680)
- Varaz-Tiridates I (680-705)
  - Shiruye (699-704, usurpador)
- Vardan II (705-740)
- Narseh-Dzndak (740-770)
- Gagikh (770-790)
- Stephanos I (790-821)
- Varaz-Tiridates II (821-822)